# Велки Ујезд
Велки Ујезд (чеш. Velký Újezd) је насељено мјесто са административним статусом варошице (чеш. městys) у округу Оломоуц, у Оломоуцком крају, Чешка Република.

## Становништво
Према подацима о броју становника из 2014. године насеље је имало 1.281 становника.